# Rhynocoris iracundus
Rhynocoris iracundus är en insektsart som först beskrevs av Nikolaus Poda von Neuhaus 1761.  Rhynocoris iracundus ingår i släktet Rhynocoris och familjen rovskinnbaggar. Arten är reproducerande i Sverige. Inga underarter finns listade i Catalogue of Life.

## Bildgalleri

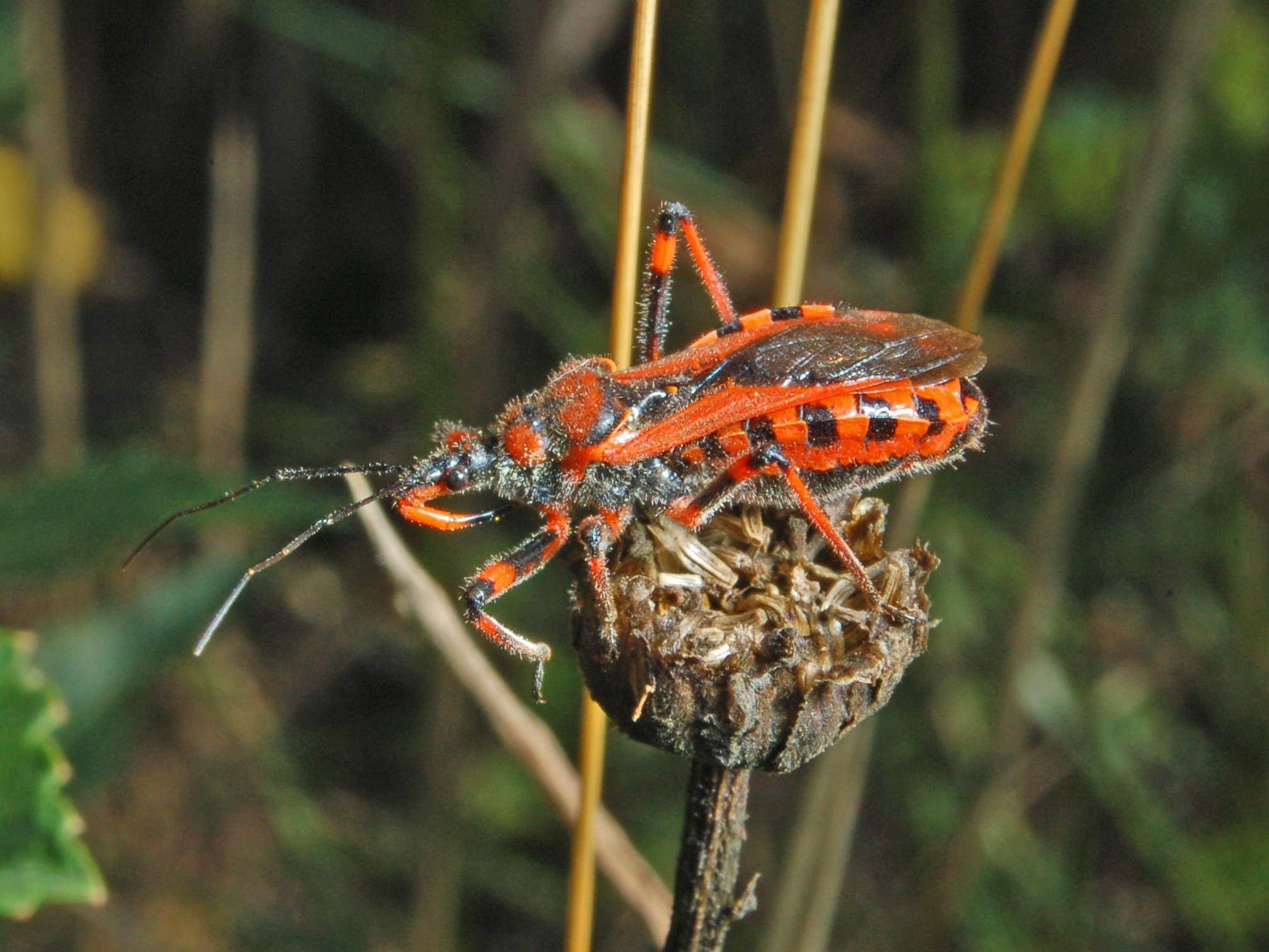